# 法明頓 (堪薩斯州)
法明頓（英語：Farmington）為位在美国堪薩斯州艾奇遜縣的非建制地區。

## 歷史
法明頓為因密蘇里太平洋鐵路建設經過此地區而設立。
法明頓的郵政局於1868年設立，直到1940年結束營運。